# Luka Bonačić
Luka Bonačić (Split, 2. ožujka 1955.), bivši hrvatski nogometaš i sadašnji nogometni trener.

### Igračka karijera
Kao igrač igrao je za Hajduka iz Splita, NK Šibenik, švicarski Grasshoper, slovenski NK Maribor, njemački VfL Bochum, španjolsku Malagu, a karijeru završava u melburnškim Footscray JUST i Melbourne Croatia.
Statistika u Hajduku
| Natjecanje        | Nastupi | Zgoditci |
| ----------------- | ------- | -------- |
| Prvenstvo         | 8       | 0        |
| Kup               | 2       | 0        |
| Superkup          | 0       | 0        |
| Međunarodne       | 0       | 0        |
| Splitski podsavez | 0       | 0        |
| Ukupno            | 10      | 0        |
| Prijateljske      | 14      | 3        |
| Sveukupno         | 24      | 3        |

U službenim nastupima nema zgoditaka, a prvi mu je bio (kao zamjena Peruzoviću) 3. prosinca 1972. u Novom Sadu s Vojvodinom za prvenstvo Jugoslavije. Tri zgoditka postigao je u prijateljskim natjecanjima. Hajduk je ovu utakmicu izgubio s 0:3, a na vratima je bio Sirković

### Trenerska karijera
Trenirao je dubrovački GOŠK, Slaven Belupo, Neretvu iz Metkovića, Varteks, Hrvatski dragovoljac, NK Mosor, Zadar, Pazinku, iranski Fulad Ahvaz, te Dinamo iz Tirane u Albaniji. Prije 20 godina jedno je vrijeme naizmjenice trenirao u Novom Zelandu i na Braču.
Sezone 1997./1998. bio je u splitskom Hajduku gdje je radio zajedno s proslavljenim trenerom Tomislavom Ivićem. No, zbog njegova poznata temperamenta s Ivićem se posvađao te na kraju napustio Hajduk. Vratio se brzo nakon toga u proljeće 1998. kad je radio samostalno, no tad su zaredali i loši rezultati. Što se tiče neslaganja s Ivićem izjavio je nedavno da bi danas pametnije postupio, dok je Ivić tvrdio da ih svađaju ljudi sa strane, a oni se svađaju ali se nikad ne svade.
Najveće uspjehe imao je prilikom vođenja varaždinskog Varteksa s kojim je bio blizu naslova prvaka, no, on je završio u vitrinama zagrebačkog Dinama, tada Croatije. Tad je zapamćen po tome što je na Maksimiru s klupe, razočaran Croatijinom zaštitom kod sudaca, vikao na dr. Franju Tuđmana.
Pravu slavu je postigao, ne kada je postao prvakom s klubom, nego kada je u prvoj sezoni 1. HNL preuzeo tijekom sezone NK Dubrovnika, koji je bio debelo na začelju, s vrlo malo bodova, i koji je svoje "domaće" utakmice morao igrati po gostujućim terenima. Vrsno postavljavši obrambene formacije, Dubrovnik je na čelu s Bonačićem izborio mnoštvo 0:0 rezultata i uspio je opstati u 1. ligi.
Sredinom veljače 2006. godine vratio se u Hajduk kada je klub imao najlošije rezultate u povijesti. Nije imao neke velike rezultate u klubu, ali mu je uprava kluba ponudila novi dvogodišnji ugovor koji je prihvatio, ali nije nikad potpisao. Par dana prije početka priprema za sezonu 2006./2007. podnio je ostavku nezadovoljan radom uprave. Iz tog radoblja u Splitu, najviše se uz loše rezultate pamti noćni napad palicama na temperamentnog trenera. Nije otkriveno tko je napadač, dok su navijači su takav napad osudili i ogradili se od njega. 
Novi mu je klub nakon Hajduka bio iranski Sepahan Isfahan s kojim je krajem rujna 2006. osvojio nacionalni kup, što mu je prvi trofej u karijeri. Kasnije je uveo klub u 1/4 finale Azijske lige prvaka što dotad nije uspjelo niti jednom iranskom klubu, štoviše, dospio je i do samog finala. Nakon što je prošao japanski Kawasaki Frontale, te Al-Wahdom iz Ujedinjenih arapskih emirata, ipak je poražen od japanske Urawe. U međuvremenu optužuje svoj bivši klub da ga vodio mafija pri čemu od Torcide zarađuje ovacije, a od svih ostalih osude, čak i sudske tužbe. U siječnju 2008. godine napušta Sepahan i potpisuje ugovor na 18 mjeseci s Al-Nasr Sports Clubom iz Dubaija, potom redom za tri iranska kluba: Mes Kerman, Gostareš Fulad Tabriz i Sepahan Isfahan.
Nakon 6 godina izbivanja iz hrvatske lige, vraća se u rujnu 2012. u NK Zagreb, gdje ostaje samo polusezonu nakon kojeg ga na klupi zamjenjuje Miroslav Blažević, a Bonačić ponovo odlazi u Iran, prvo ponovo u Mes Kerman, a nakon završetka sezone u Zob-Ahan Isfahan.

## Bonačići u Hajduku
- Aljoša Bonačić, bez službenih nastupa
- Ante Bonačić
- Ćiril Bonačić, bez službenih nastupa
- Jerko Bonačić
- Krunoslav Bonačić
- Mirko Bonačić
- Petar Bonačić
- Žarko Bonačić, bez službenih nastupa